# Lempty
Lempty – miejscowość i gmina we Francji, w regionie Owernia-Rodan-Alpy, w departamencie Puy-de-Dôme.
Według danych na rok 1990 gminę zamieszkiwały 234 osoby, a gęstość zaludnienia wynosiła 49 osób/km² (wśród 1310 gmin Owernii Lempty plasuje się na 616. miejscu pod względem liczby ludności, natomiast pod względem powierzchni na miejscu 990.).